# Tregonning Granite
Der Tregonning Granite ist eine kleine zusammengesetzte unterpermische Intrusion des Cornubischen Batholithen an der Südküste Cornwalls.

## Etymologie
Der Tregonning Granite wurde nach seiner Typlokalität, dem 194 Meter hohen Tregonning Hill, benannt.

## Geographie

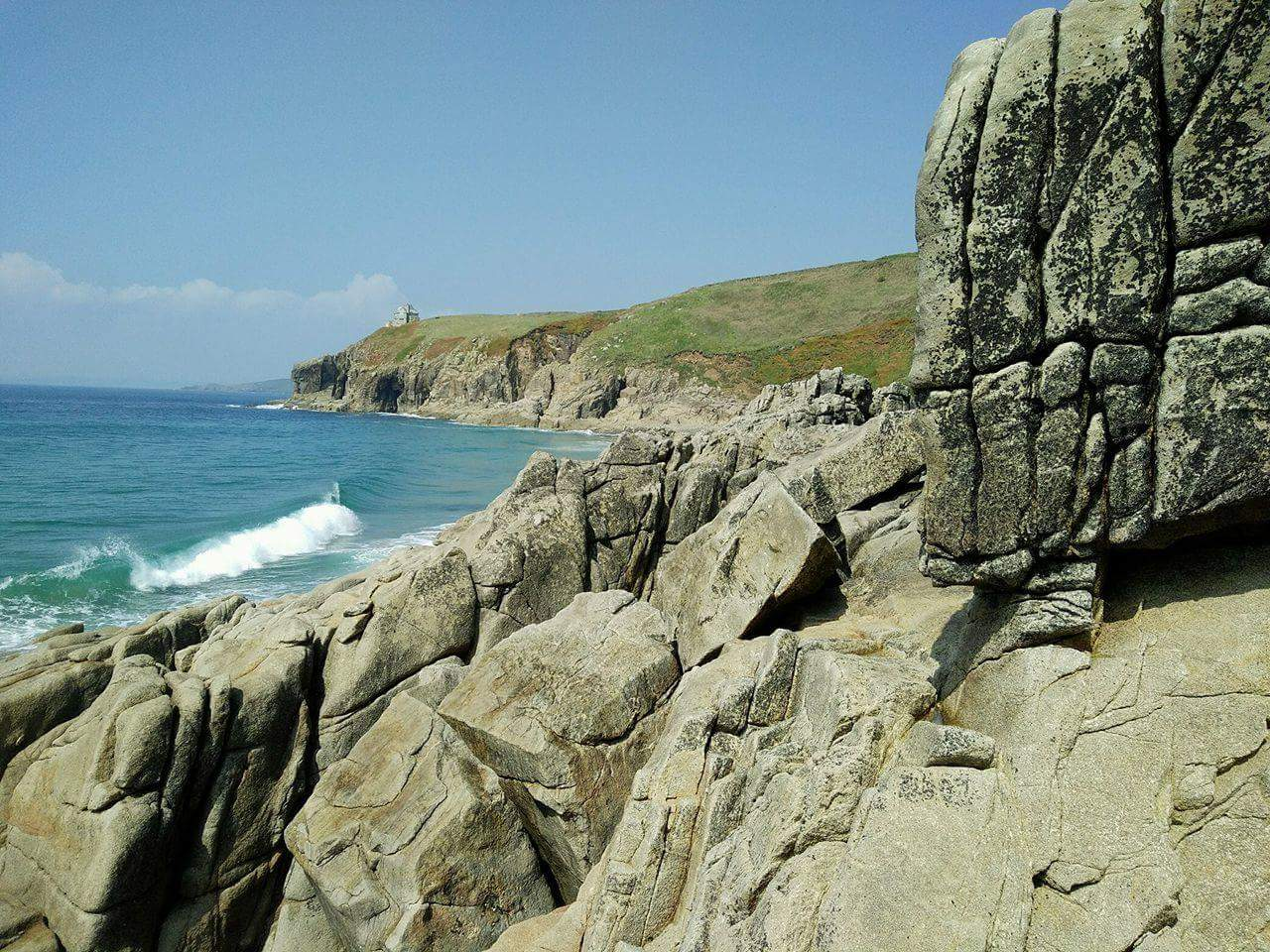
Blick vom Trewavas Head nach Osten auf den Rinsey Head, im Vordergrund ist der Tregonning Granite anstehend.

Der Tregonning Granite besitzt in etwa die Ausmaße eines in die Südsüdost-Richtung gedrehten Ovals, das an seiner breitesten Stelle 3,4 und entlang seiner Längsachse 5 Kilometer misst. In sein Zentrum ist der maximal 1,2 Kilometer breite und 4,4 Kilometer lange Godolphin Granite eingedrungen. Ashton liegt im Herzen der Intrusion, die am Trewavas Head die Südküste erreicht, entlang derer der Granit über 3 Kilometer aufgeschlossen ist.

## Geologie
Der Tregonning Granite war in der Spätphase der Variszischen Orogenese im Unterperm in die Metapelite der Mylor Slate Formation eingedrungen, welche kontaktmetamorph unter Bildung von Andalusit und Cordierit zu Hornfels umgewandelt wurden. In seinem Dachbereich entwickelte der Granit einen rund 25 Meter mächtigen gebänderten Komplex aus Leukograniten, Apliten und Pegmatiten, der die gesamte Intrusion überdeckt. Dieser an Lithium angereicherte Dachkomplex dürfte ein leukokrates, an Ort und Stelle abgesondertes Differentiat darstellen. Am Ostrand der Intrusion sendet der Dachkomplex bei Megiliggar Rocks Lagergänge entlang der Schieferung in die Wirtsgesteine.
Im Inland ist der Tregonning Granite nur sehr schlecht aufgeschlossen, da das Gestein hier Greisen ausbildete und kaolinisierte – wobei stellenweise der gesamte Granit durch Kaolin ersetzt wurde.
Der im Zentrum sitzende Godolphin Granite ist ein Biotitgranit und wird als Vorläuferintrusion angesehen – bestätigt durch einen Einschluss von Godolphin Granite im Tregonning Granite sowie durch einen Küstenaufschluss, in dem Topasgranitadern einen Biotitgranitgang durchqueren. Der eigentliche Kontakt zwischen den beiden Graniten ist aber wegen der schlechten Aufschlussverhältnisse nirgendwo zu sehen.
Es wird vermutet, dass sich der Tregonning Granite in nicht allzu großer Tiefe über schmale Rücken nach Westen in Richtung Land’s End Granite und nach Norden in Richtung Carnmenellis Granite weiter fortsetzt. Dieser Sachverhalt dürfte sich in der jetzigen topographischen Einsattlung zwischen dem Godolphin Hill und dem Tregonning Hill widerspiegeln.

## Petrologie

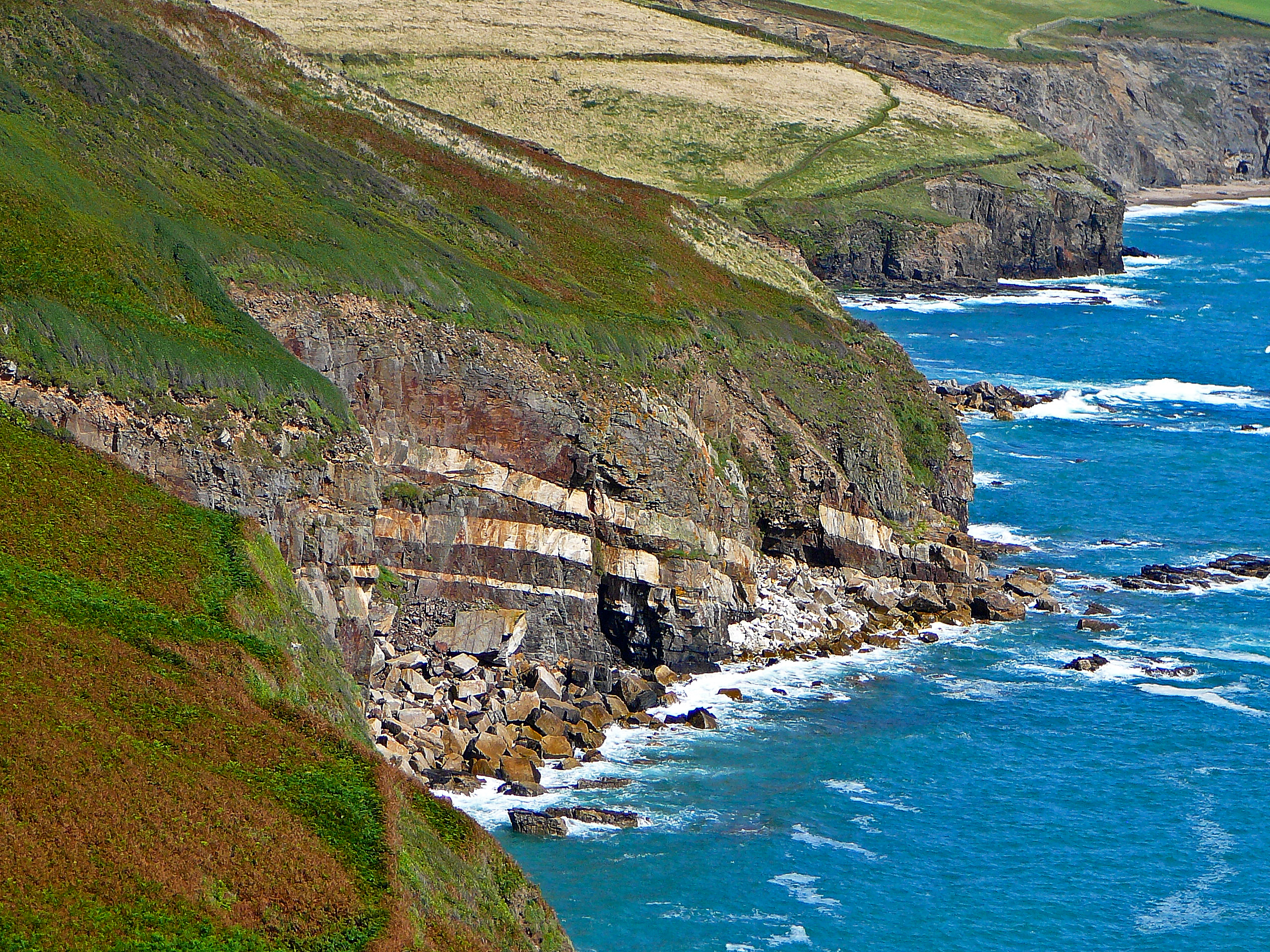
Lagergangartiges Eindringen des Tregonning Granite in die Mylor Slate Formation bei Megiliggar

Petrologisch ist der Tregonning Granite ein fein- bis mittelkörniger Lithiumglimmer- bzw. Topasgranit des G 5-Typs. Er enthält keine Megakristalle und ist gleichkörnig. Er führt als Minerale Orthoklas (Or95Ab5), Mikroklin, Albit (Or0,6Ab99,2An0,2), Quarz, den Lithiumglimmer Zinnwaldit sowie akzessorisch Topas, Amblygonit, Schörl, Triplit, Apatit (Fluorapatit), Fluorit und Löllingit. Muskovit und Lepidolith treten im Dachkomplex auf, welcher ansonst dieselbe Mineralogie an den Tag legt, jedoch in pegmatitischen Lagen enorme Korngrößen von bis zu 30 Zentimeter erreichen kann.

### Geochemische Zusammensetzung
| Oxid Gew. % | Cornubischer Batholith Durchschnitt | Tregonning | Dachkomplex | Godolphin |
| ----------- | ----------------------------------- | ---------- | ----------- | --------- |
| SiO2        | 72,35                               | 71,13      | 72,52       | 72,28     |
| TiO2        | 0,26                                | 0,07       | 0,03        | 0,28      |
| Al2O3       | 14,52                               | 15,91      | 15,53       | 14,88     |
| Fe2O3       | 0,30                                | 1,39       | 0,73        | 2,18      |
| FeO         | 1,56                                |            |             |           |
| MnO         | 0,06                                | 0,06       | 0,08        | 0,02      |
| MgO         | 0,41                                | 0,10       | 0,07        | 0,38      |
| CaO         | 0,79                                | 0,60       | 0,31        | 0,57      |
| Na2O        | 2,96                                | 3,79       | 4,93        | 2,42      |
| K2O         | 5,12                                | 5,12       | 5,01        | 4,96      |
| P2O5        | 0,25                                | 0,50       | 0,45        | 0,27      |
| H2O−        |                                     |            |             |           |
| H2O+        |                                     |            |             |           |

Der Tregonning Granite ist ein peraluminoser Topasgranit des S-Typus mit A/CNK ≥ 1.1. Er unterscheidet sich in seiner geochemischen Zusammensetzung deutlich von den Durchschnittswerten im Cornubischen Batholith und auch vom benachbarten Godolphin Granite. Seine Gehalte an Al2O3, Na2O und P2O5 sind erhöht, wohingegen TiO2 und MgO vermindert sind. Bei den Spurenelementen zeigt sich eine Abreicherung an Zirkonium, generell geringe Gehalte an Seltenen Erden, eine eindeutige Europium-Anomalie und eine enorme Anreicherung an Niobium (79 ppm) und insbesondere Rubidium (1530 ppm). Diese Sachverhalte lassen sich keinesfalls durch eine fortgesetzte Differenzierung der G 1 - G 2-Granite oder der G 3 - G 4-Granite im Cornubischen Batholithen  erklären. Der G 5-Granit stellt somit einen vollkommen eigenen Magmentyp dar. Als Erklärung wird mittlerweile das partielle Aufschmelzen eines Biotit-reichen Restits herangezogen, welcher in den Magmen von G 1 und/oder G3 zurückgeblieben war. Erleichtert wurde dessen Aufschmelzen durch granulitfazielle Fluida der Unterkruste. Der Topasgranit unterscheidet sich auch deutlich von Intraplattengraniten des A-Typus.

## Alter
Darbyshire und Shepherd (1987) datierten den Tregonning Granite mit 280 Millionen Jahren in das Artinskium.